# Сергест
Сергест (лат. Sergestus) — персонаж поеми Вергілія «Енеїда». Учасник перегону кораблів на Троянських іграх та пращур римського патриціанського роду Сергіїв.
Сергест згадується у поемі під час розповіді про дев'ятий день Троянських ігор — перегонів кораблів. Він зображений одним з чотирьох капітанів кораблів, які брали участь у перегонах. Під час перегонів, Сергест на своєму кораблі «Кентаврі» намагався обігнати Мнестея на «Киті», однак підплив заблизько до скель і потрапив на мілину і зламав весла. Все-таки Сергест зі своїм кораблем зміг фінішувати, хоча і приплив останнім. За те, що Сергест врятував корабель та команду, Еней подарував йому рабиню-критянку Фолію, «Вмілу в ремеслах Мінерви, що мала близняток при грудях».
Вергілій називає Сергеста предком римського плебейського роду Сергіїв. На думку антикознавця Альфреда Клоца, Сергест міг згадуватися у книзі «De familiis Troianis» Варрона.